# Claudio Sgura
Claudio Sgura (Ostuni, 7 agosto 1974) è un baritono italiano.

## Biografia
Ha iniziato lo studio del canto a Lecce con il soprano Maria Mazzotta nel 1997.
Al Festival della Valle d'Itria di Martina Franca nel 2003 canta ne Le sette ultime parole del nostro Redentore in croce ed il Requiem breve di Saverio Mercadante e nel 2004 Firman-trombest in Il falegname di Livonia (Donizetti) con Giulio Mastrototaro.
Nel 2005 vince il primo premio assoluto al Concorso Lirico Internazionale Fausto Ricci (cantante) di Viterbo ed è Escamillo in Carmen (opera) al Teatro Lirico di Cagliari.
Nel 2006 vince il secondo premio al Concorso Voci Verdiane di Busseto ed è Baldassarre ne L'Arlesiana (opera) a Sassuolo ed al Teatro Sociale (Mantova).
Nel 2007 è Sharpless in Madama Butterfly diretto da Myung-whun Chung con Hui He e Mario Malagnini nel debutto al Teatro alla Scala di Milano, Ezio in Attila (opera) al Teatro Municipale (Piacenza), il conte di Luna ne Il trovatore a Vigoleno ed il protagonista di Macbeth (opera) al Teatro Ponchielli di Cremona.
Nel 2008 alla Scala è Le Bret nella prima di Cyrano de Bergerac (opera) con Plácido Domingo e Pietro Spagnoli ed al Royal Opera House, Covent Garden di Londra Jack Rance ne La fanciulla del West diretto da Antonio Pappano con José Cura ed Eric Halfvarson.
Nel 2009 è Sharpless in Madama Butterfly allo Sferisterio di Macerata, Francesco Foscari ne I due Foscari al Teatro Regio di Parma ed il conte di Luna ne Il trovatore al Teatro Verdi (Trieste).
Nel 2010 è Scarpia in Tosca (opera) con Daniela Dessì e Fabio Armiliato al Teatro Carlo Felice di Genova trasmessa da Rai 5, il conte di Luna ne Il trovatore diretto da Yuri Temirkanov con Marcelo Álvarez a Parma ed Ezio in Attila diretto da Riccardo Frizza con Maria Agresta a Macerata.
Nel 2011 alla Scala è Alfio in Cavalleria rusticana (opera) diretto da Daniel Harding con Salvatore Licitra e debutta al Teatro La Fenice di Venezia come Lord Enrico Ashton in Lucia di Lammermoor diretto da Antonino Fogliani con Jessica Pratt seguito da Giorgio Germont ne La traviata diretto da Renato Palumbo con Patrizia Ciofi e Gianluca Terranova.
Nel 2012 debutta al Bayerische Staatsoper come Jago in Otello (Verdi) diretto da Asher Fisch, al Teatro Regio di Torino come Marcello ne La bohème con la Agresta e Nicola Ulivieri, all'Arena di Verona come Escamillo in Carmen con Anita Rachvelishvili, Fiorenza Cedolins e Marco Berti, al Teatro dell'Opera di Roma come Barnaba ne La Gioconda diretto da Roberto Abbado con Roberto Scandiuzzi ed al Teatro Massimo Vittorio Emanuele di Palermo come Francesco Foscari ne I due Foscari.

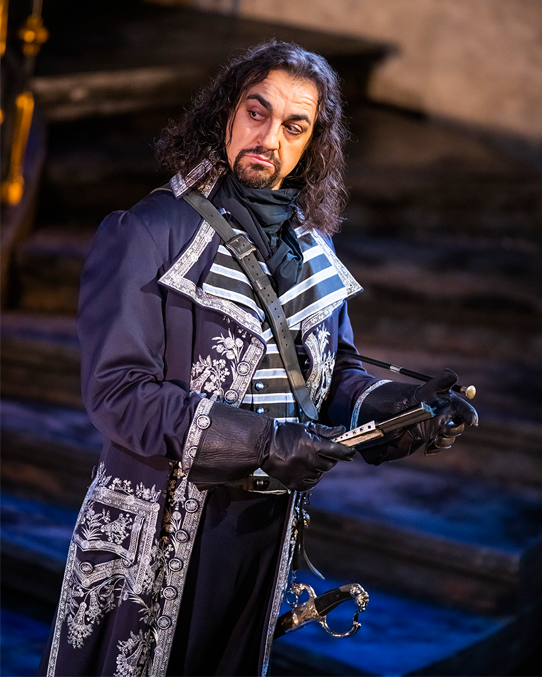
Claudio Sgura nel ruolo di Scarpia alla Royal Opera House di Londra- Dicembre 2021

Nel 2013 debutta al Wiener Staatsoper come Scarpia in Tosca, all'Opéra National de Paris come Barnaba ne La Gioconda diretto da Daniel Oren con Violeta Urmana, Orlin Anastassov, María José Montiel ed Alvarez, alle Terme di Caracalla come Alfio in Cavalleria rusticana e Scarpia in Tosca diretto da Palumbo, al Teatro Petruzzelli di Bari come Jago in Otello, al Teatro San Carlo di Napoli come Amonasro in Aida diretto da Nicola Luisotti con Anastassov ed a Bilbao come Giacomo in Giovanna d'Arco (opera).
Nel 2014 a Parigi è Jack Rance ne La fanciulla del West con Carlo Rizzi (direttore d'orchestra), Nina Stemme e Berti, al Teatro dell'opera di Sydney ed a Melbourne Jago in Otello, a Napoli Tonio in Pagliacci (opera) diretto da Nello Santi ed a Cagliari Scarpia in Tosca diretto da Gianluigi Gelmetti.
Nel 2015 al Kungliga Operan di Stoccolma è Jago in Otello diretto da Paolo Olmi, a Napoli Miller in Luisa Miller diretto da Daniele Rustioni, al Teatro de Cristobal Colón di Bogotà Rigoletto con Nino Surguladze, al Centro Nazionale per le Arti dello Spettacolo di Pechino il conte di Luna ne Il trovatore diretto da Oren ed al Teatro municipale Giuseppe Verdi (Salerno) Amonasro in Aida diretto da Oren con la He e Giovanna Casella. Nel 2016 alla Scala è Jack Rance nella prima di La fanciulla del West diretto da Riccardo Chailly con Carlo Bosi trasmessa da Rai 5, a Torino Scarpia in Tosca diretto da Palumbo con Carlo Ventre ed Il sommo sacerdote di Dagon in Samson et Dalila con Daniela Barcellona e Gregory Kunde, a Bregenz Claudio in Amleto (Faccio) diretto da Paolo Carignani ed a Seul Scarpia in Tosca.
La stagione 2016/2017 ha visto Claudio, ancora una volta, rivestire brillantemente il ruolo di Jago alla Hamburgische Staatsoper e Scarpia presso Den Norske Opera & Ballet di Oslo, entrambe nuove produzioni firmate da Callixto Bieito, Grand-Prêtre de Dagon in Samson et Dalila al Teatro Regio di Torino ed un nuovo grande debutto con La Wally nel ruolo di Gellner, al Teatro Municipale di Piacenza.
La stagione 2017/18 continua presso la Royal Swedish Opera di Stoccolma con Tosca nei mesi di gennaio, febbraio, aprile e maggio. Nei mesi di marzo ed aprile è Carlo Gérard nell’Andrea Chénier al Teatro Petruzzelli di Bari. A luglio interpreta nuovamente il ruolo del Barone Scarpia alla New National Theater di Tokyo. 
È per il mese di Novembre 2018 invece il suo debutto al Metropolitan Opera di New York con uno dei suoi ruoli principe, Scarpia in Tosca; grande il successo di pubblico e di critica. 

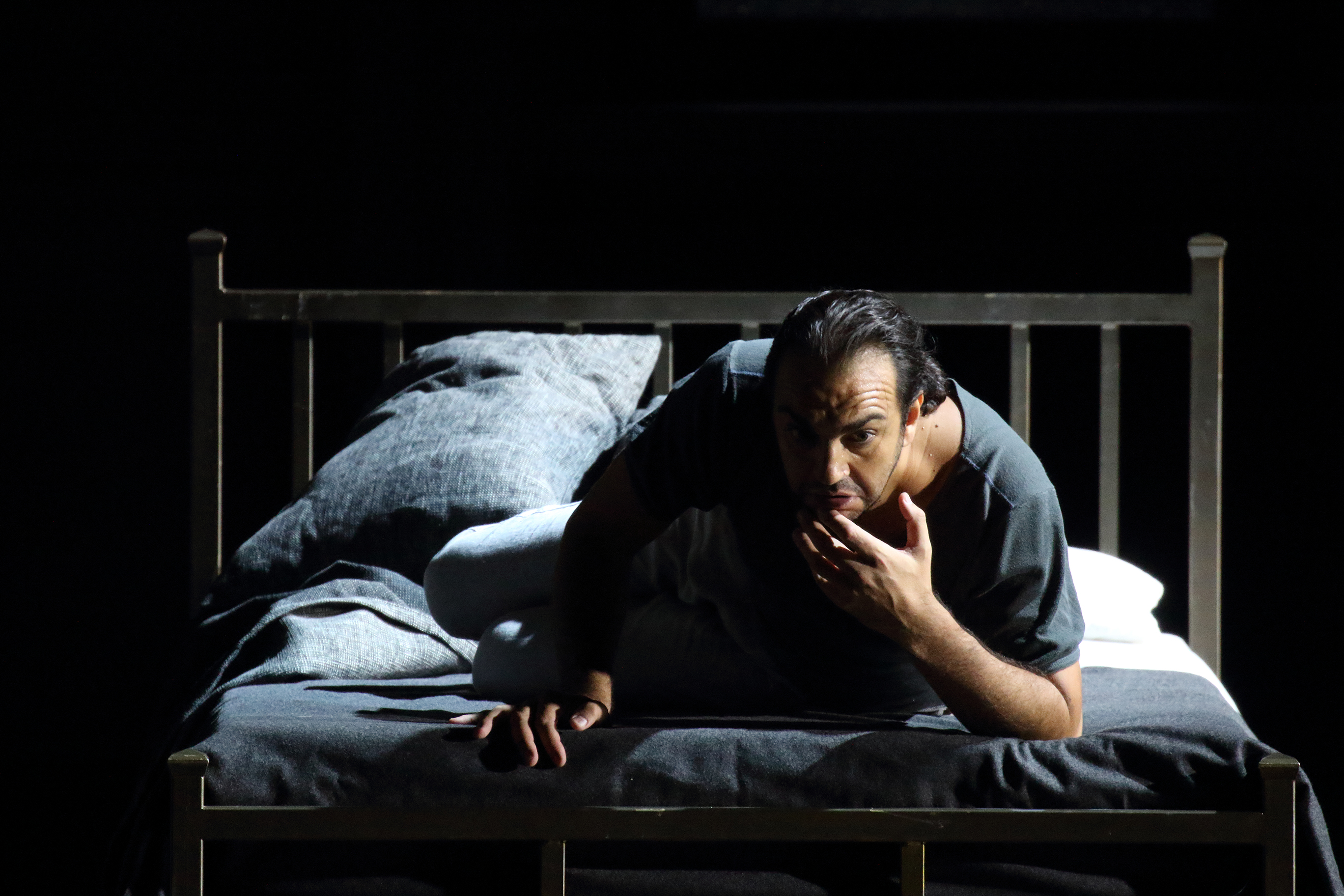
Claudio Sgura, un intenso Jago alla Bayerische Staatsoper di Monaco - Settembre 2019

L'anno 2019 lo vede nuovamente interpretare il ruolo di Gérard nell'Andrea Chénier allestito dai teatri di Modena, Piacenza, Reggio Emilia e Parma. L'estate lo vedrà impegnato in Madama Butterfly al Teatro San Carlo di Napoli, Fanciulla del West ad Hamburg e in seguito a Pechino. Tra i graditi ritorni della stagione è da segnalare quello nel ruolo di Jago nell’Otello verdiano alla Bayerische Staatsoper.
Nel 2020, nonostante la pandemia del Covid 19, è protagonista di importanti concerti quali il Fuoco di Gioia al teatro Regio di Parma e l’Ildar Abdrazakov Festival a Mosca; l’Aida in Piazza del Plebiscito a Napoli con Pirozzi, Rachvelishvili e Kaufmann diretto da Mariotti e poi Cavalleria Rusticana al Teatro San Carlo di Napoli insieme a Elīna Garanča, Jonas Kaufmann, Elena Zilio, Maria Agresta diretto al M. Juraj Valčuha.
Nel 2021 è nuovamente Scarpia a Praga e alla Royal Opera House di Londra. Il 2022 inizia con lo stesso ruolo, questa volta però ripreso al teatro Comunale di Bologna. Questo è l’anno dei debutti, un anno estremamente denso per l’artista. A marzo debutta il ruolo di Michonnet in Adriana Lecouvreur nel circuito dei teatri dell’Emilia Romagna e successivamente quello di Lescaut nella Manon Lescaut all’Opéra di Montecarlo. A Giugno è Gérard nell’Andrea Chénier al  Teatro São Carlos di Lisbona. L’estate lo vedo tornare come Scarpia al Macerata Opera Festival Sferisterio.

## Repertorio
| Ruolo                    | Titolo                | Autore      |
| ------------------------ | --------------------- | ----------- |
| Le Bret                  | Cyrano de Bergerac    | Alfano      |
| Escamillo                | Carmen                | Bizet       |
| Vincenzo Gellner         | La Wally              | Catalani    |
| Baldassarre              | L'Arlesiana           | Cilea       |
| Michonnet                | Adriana Lecouvreur    | Cilea       |
| Firman-Trombest          | Pietro il Grande      | Donizetti   |
| Enrico Ashton            | Lucia di Lammermoor   | Donizetti   |
| Claudio                  | Amleto                | Faccio      |
| Carlo Gérard             | Andrea Chénier        | Giordano    |
| Tonio/Taddeo             | Pagliacci             | Leoncavallo |
| Alfio                    | Cavalleria rusticana  | Mascagni    |
| Barnaba                  | La Gioconda           | Ponchielli  |
| Lescaut                  | Manon Lescaut         | Puccini     |
| Marcello                 | La bohème             | Puccini     |
| Barone Scarpia           | Tosca                 | Puccini     |
| Sharpless                | Madama Butterfly      | Puccini     |
| Jack Rance               | La fanciulla del West | Puccini     |
| Le Grand Prêtre de Dagon | Samson et Dalila      | Saïnt-Saens |
| Francesco Foscari        | I due Foscari         | Verdi       |
| Giacomo                  | Giovanna d'Arco       | Verdi       |
| Ezio                     | Attila                | Verdi       |
| Macbeth                  | Macbeth               | Verdi       |
| Miller                   | Luisa Miller          | Verdi       |
| Rigoletto                | Rigoletto             | Verdi       |
| Conte di Luna            | Il trovatore          | Verdi       |
| Giorgio Germont          | La traviata           | Verdi       |
| Guido di Monforte        | I vespri siciliani    | Verdi       |
| Amonasro                 | Aida                  | Verdi       |
| Iago                     | Otello                | Verdi       |

## CD
- Donizetti: Pietro Il Grande o Il falegname di Livonia - Italian International Orchestra/Bratislava Chamber Choir/Marco Berdondini/Giulio Mastrototaro, 2004 Dynamic
- Verdi: Il Trovatore - Claudio Sgura/Teresa Romano/Mzia Nioradze/Marcelo Álvarez/Orchestra Teatro Regio di Parma/Yuri Temirkanov, 2014 C Major

## DVD
- Puccini: Madama Butterfly (Sferisterio Opera Festival, 2009) - regia Pier Luigi Pizzi, C Major
- Puccini: Tosca (Teatro Carlo Felice, 2010) - Daniela Dessì/Fabio Armiliato, Arthaus Musik
- Verdi: Il Trovatore (Teatro Regio di Parma, 2010) - Marcelo Álvarez/Yuri Temirkanov, C Major
- Verdi: La Traviata (Teatro Regio di Parma, 2010) - Daniela Dessì, Fabio Armiliato, Claudio Sgura - Orchestra del Teatro Regio di Parma, Coro de Teatro Municipale di Piancenza, John Neshling
- Puccini: La Fanciulla del West (Teatro San Carlo di Napoli, 2017) - regia e scene di Hugo de Ana e la direzione di Juraj Valcuha. Emily Magee, Roberto Aronica, Claudio Sgura, Bruno Lazzaretti, John Paul Huckle, Gianfranco Montresor, Paolo Orecchia, Antonello Ceron, Enrico Cossutta, Ivan Marino; Orchestra e Coro del Teatro San Carlo
- Faccio: Hamlet (Bregenz Festival, 2016) - Pavel Černoch, Claudio Sgura, Eduard Tsanga, Sébastien Soulès, Bartosz Urbanowicz, Paul Schweinester, Iulia Maria Dan, Dshamilja Kaiser, Gianluca Buratto - Prague Philharmonic Chorus, Vienna Symphony Orchestra Paolo Carignani, conductor